# Rejon iwołgiński
Rejon iwołgiński (ros. Иволгинский район; bur. Эбилгэ (Ивалгын) аймаг) – rejon w azjatyckiej części Rosji, wchodzący w skład Republiki Buriacji. Stolicą rejonu jest Iwołginsk (7,0 tys. mieszkańców). Rejon został utworzony 25 sierpnia 1939 roku.

## Położenie
Rejon zajmuje powierzchnię 2.663 km². Położony jest w centralnej części Republiki Buriacji, na lewym brzegu rzeki Selenga. Ośrodek administracyjny rejonu – osiedle Iwołginsk położone jest 29 km na południowy zachód od miasta Ułan Ude. Przez rejon przebiega autostrada Ułan Ude – Kiachta – Ułan Bator oraz linia kolejowa Ułan Ude – Nauszki – Ułan Bator.

## Ludność
Rejon zamieszkany jest przez 32.983 osób (2009 r.). Struktura narodowościowa rejonu przedstawia się następująco:
- Rosjanie – 58%
- Buriaci – 40%
- pozostali – 2%

Średnia gęstość zaludnienia w rejonie wynosi 12,1 os./km².

## Podział administracyjny
Rejon podzielony jest na 6 wiejskich osiedli, na terenie których znajduje się 29 skupisk ludności.
| Nazwa osiedla wiejskiego                                   | Ośrodki administracyjne        |
| ---------------------------------------------------------- | ------------------------------ |
| Gilbirinskoje (Гильбиринское сельское поселение)           | Churamsza (Хурамша)            |
| Gurulbinskoje (Гурульбинское сельское поселение)           | Gurulba (Гурульба)             |
| Iwołginskoje (Иволгинское сельское поселение)              | Iwołginsk (Иволгинск)          |
| Niżnie-Iwołginskoje (Нижне-Иволгинское сельское поселение) | Niżnaja Iwołga (Нижняя Иволга) |
| Orongojskoje (Оронгойское сельское поселение)              | Orongoj (Оронгой)              |
| Sotnikowskoje (Сотниковское сельское поселение)            | Sotnikowo (Сотниково)          |